# Dioctobroma flavoterminatum
Dioctobroma flavoterminatum là một loài ruồi trong họ Asilidae. Dioctobroma flavoterminatum được Hull miêu tả năm 1962. Loài này phân bố ở vùng nhiệt đới châu Phi.